# Ambica Banerjee
Ambica Banerjee (bengalisch অম্বিকা বন্দ্যোপাধ্যায়; * 28. August 1928 in Shibpur, Haora, Provinz Bengalen, Britisch-Indien; † 25. April 2013) war ein indischer Politiker der Partei All India Trinamool Congress. Von 2009 bis 2013 war er Abgeordneter in der Lok Sabha.

## Leben
Ambica Banerjee wurde 1928 als Sohn von Anilmohon Banerjee und Shyama Devi in Shibpur (Stadt Haora, heute Westbengalen) geboren. Er erwarb den Bachelor of Engineering in Maschinenbau am Hatfield Technical College in England und war dann als Maschinenbauer tätig.
Banerjee vertrat den Wahlkreis Howrah Madhya im Bundesstaatsparlament von Westbengalen von 1982 bis 2006 und war Vize-Oppositionsführer von 1996 bis 2006. Danach vertrat er den Wahlkreis Howra in der 15. Lok Sabha von 2009 bis 2013.
Er war seit 1955 mit Bela Banerjee verheiratet und hatte mit ihr 2 Töchter.
Banerjee verstarb im Alter von 84 Jahren am 25. April 2013 in Kalkutta.